# Adolphe Kégresse
Adolphe Kégresse (Héricourt, 20 de junio de 1879 - Croissy-sur-Seine, 9 de febrero de 1943) fue un técnico, mecánico e inventor del sistema de tracción que lleva su nombre que dio lugar al tipo de vehículo que más tarde se designaría como semioruga y la transmisión de doble embrague.

## Biografía
Nacido en Héricourt , era hijo de un capataz en una fábrica textil. Realiza sus estudios en la École Pratique d'Industrie de Montbéliard, donde alcanza el grado de tornero ajustador; ya en 1899 durante su servicio militar, desarrolla un motor adaptable a una bicicleta. En 1900 entra a trabajar en la firma fabricante de motocicletas y automóviles Jean Perrin Frères, permaneciendo en ella hasta la muerte de Jean Louis Perrin, fundador de la empresa. En 1903 se trasladó a Rusia, donde trabaja como maestro mecánico de ferrocarriles en San Petersburgo. En 1906 es nombrado ingeniero de los garajes imperiales, así como director técnico de todos los servicios de automoción del zar Nicolás II. Para mejorar la movilidad del parque móvil imperial en invierno y en terrenos mojados, en 1913 inventó y patentó el llamado sistema Kégresse modificando diversos modelos de automóviles en semiorugas. Fue también chofer personal del zar. En 1916 adapta dicho sistema a vehículos del Ejército Imperial Ruso (automóviles blindados Austin-Putilov, camiones, vehículos de estado mayor y ambulancias).

## Sistema de tracción Kégresse
El sistema de tracción Kégresse se basaba en el que cada rueda motriz era reemplazada por dos grandes rodamientos que movían una oruga de caucho, haciendo desplazarse el vehículo. Los resortes elásticos originales del automóvil eran suprimidos y en su lugar la articulación y apoyo del conjunto la garantizaban unos balancines, situados a la derecha e izquierda, y una serie de rodillos dispuestos sobre cilindros verticales que encerraban unos muelles. Una rueda servía para tensar y guiar la oruga. Este mecanismo conseguía que el vehículo se mantuviese en contacto con el suelo en todo momento y no se elevase el tren delantero al sobrepasar un obstáculo.Las principales ventajas del sistema en comparación con las orugas convencionales son su ligereza y un funcionamiento relativamente silencioso. Su mayor inconveniente era la reducida vida útil de la oruga (2.000 a 6.000 km).
El comienzo en 1917 de la Revolución Rusa obligó a Kégresse a regresar a su país de origen. En 1919 su amigo George Schwob Héricourt le pone en contacto con el ingeniero y directivo de la firma Citroën Jacques Hinstin y en agosto de 1920 registran la patente como Sistema Kégrese-Histin; juntos  transformaron una pequeña serie de unidades de dicha marca, realizando una demostración al propio André Citroën , quien quedó impresionado por el rendimiento y las cualidades para el franqueo de obstáculos de los vehículos, muy superiores a la de otros modelos de la época, llegando a un acuerdo tripartito Citroën Kégresse-Hinstin de los derechos de explotación de las patentes "Kégresse-Hinstin" y siendo nombrado Director Técnico del nuevo Département des Autochenilles Citroën-Kégresse-Hinstin.
A partir de entonces, desde 1921 hasta su salida en 1935 de la firma se suceden numerosos modelos de semiorugas sistema Citroën-Kégresse ; algunos de ellos participaron en destacadas expediciones llamadas Croisières (Cruceros) en los años 20.

## Caja de cambios AutoServe
Después de su salida de la empresa Citroën, Kégresse desarrolló y patentó en 1935 el sistema de transmisión de la caja de cambios de doble embrague AutoServe, que consistía en un ingenioso diseño que significaba que la conducción se hacía más simple y fácil, eliminando la complejidad de cambiar manualmente de marcha. La caja de cambios de doble embrague es un tipo de caja de cambios semiautomática secuencial, cuyo funcionamiento se basa en la utilización de un sistema de doble embrague y doble conjunto de selectores de marchas; uno para las marchas pares y otro para las impares. Además, consta de un doble piñón de diferencial, lo que le permite reducir sus dimensiones y lograr los escalamientos necesarios en la división de revoluciones del motor. Su funcionamiento se puede seleccionar entre el modo totalmente automático y el modo manual/secuencial, con mandos al volante o en la misma palanca selectora. Kégresse instaló su sistema en 1939 en un Citroën Traction Avant para probar su tecnología. Funcionó, pero incluso con los indudables beneficios que aportaba, dicho sistema no fue tomado en cuenta, porque la tecnología del convertidor de par tradicional era más rentable.
Además de los inventos citados, Kégresse registro numerosas patentes, entre las que cabe destacar un pequeño vehículo de orugas teledirigido. Un prototipo fue recuperado por los alemanes en el río Sena en junio de 1940; algunas fuentes consideran que fue estudiado, rediseñado y desarrollada una versión de este vehículo por la firma Borgward, dando lugar al vehículo de demolición teledirigido Goliath. Sin embargo, otras fuentes consideran que es un caso de desarrollo paralelo de dos armas muy parecidas entre sí y que Borgward desarrolló su propio prototipo antes de 1940, denominado Sd.Kfz. 302.

## Galería

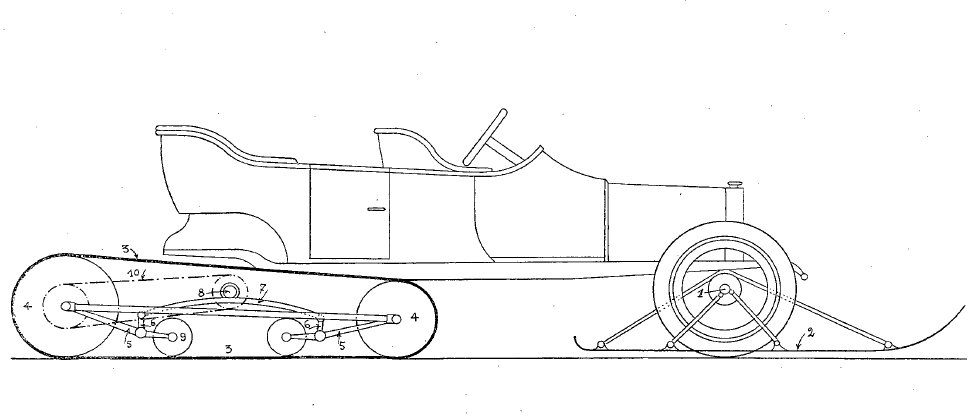
Dibujo de la patente CH65643 del vehículo oruga Kegresse (1913).
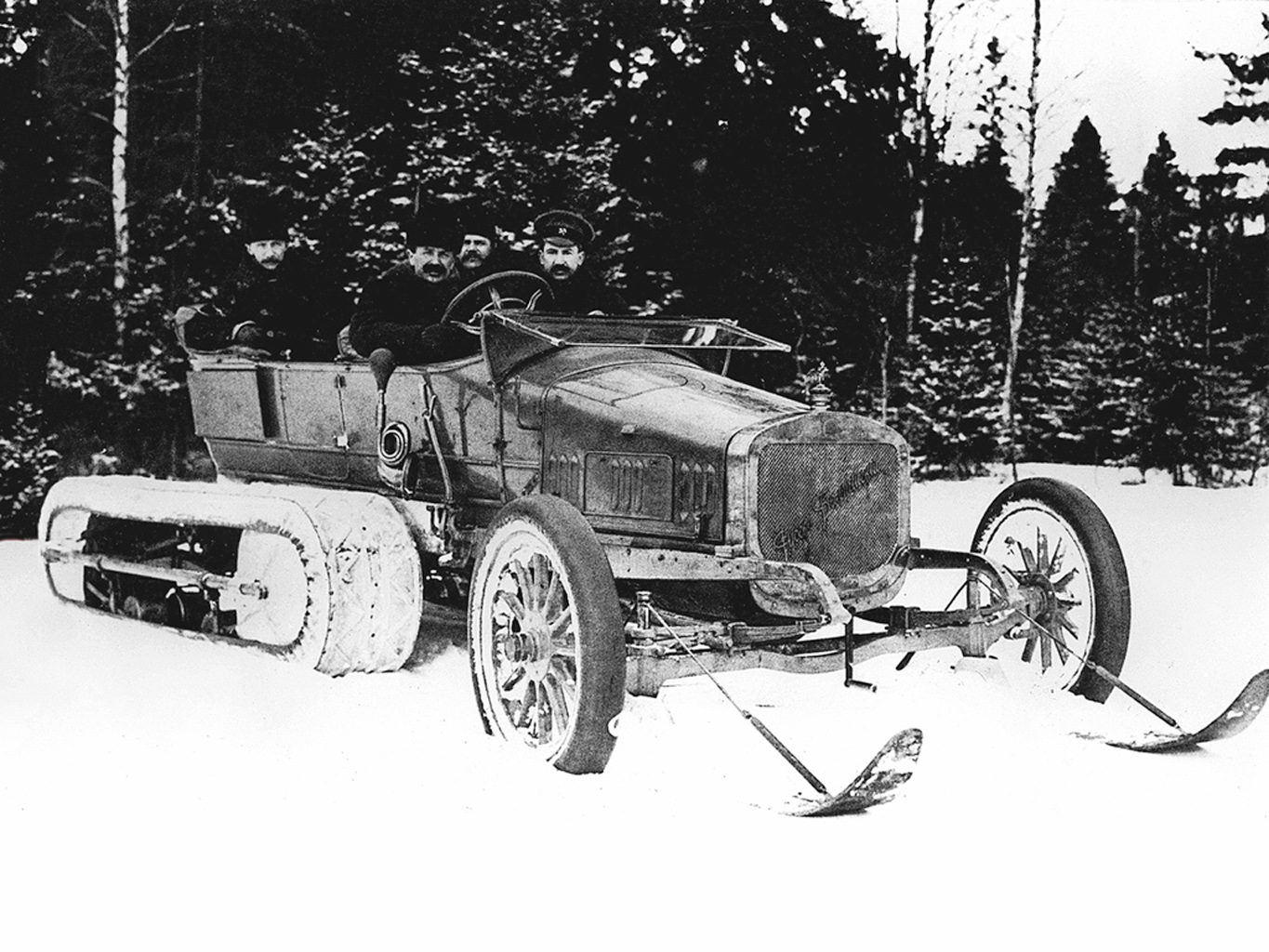
Russo-Balt C24-30 de las cocheras del zar. Kégresse posiblemente sentado a la derecha.
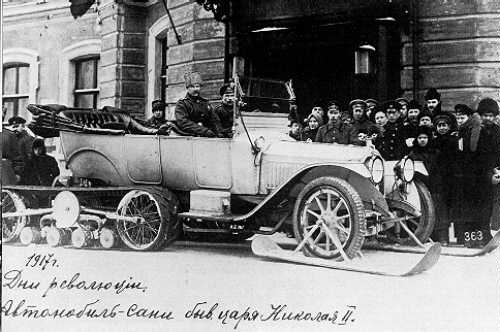
Packard Twin Six Touring de 1916 del parque móvil del Zar con tracción Kégresse.
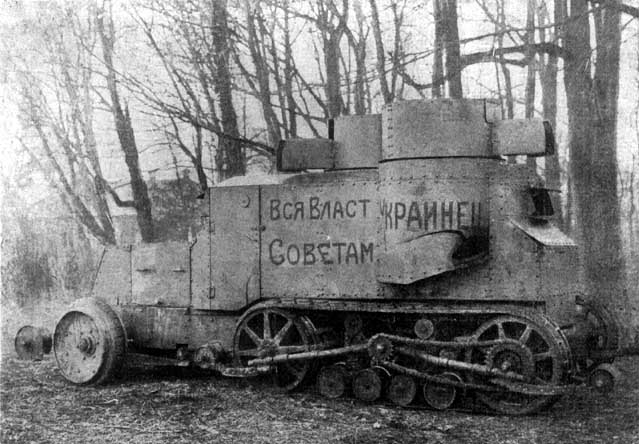
Automóvil blindado Austin-Kegresse del Ejército Rojo dañado durante la guerra polaco-soviética en el área de Zhytómyr, 21 de marzo de 1920.
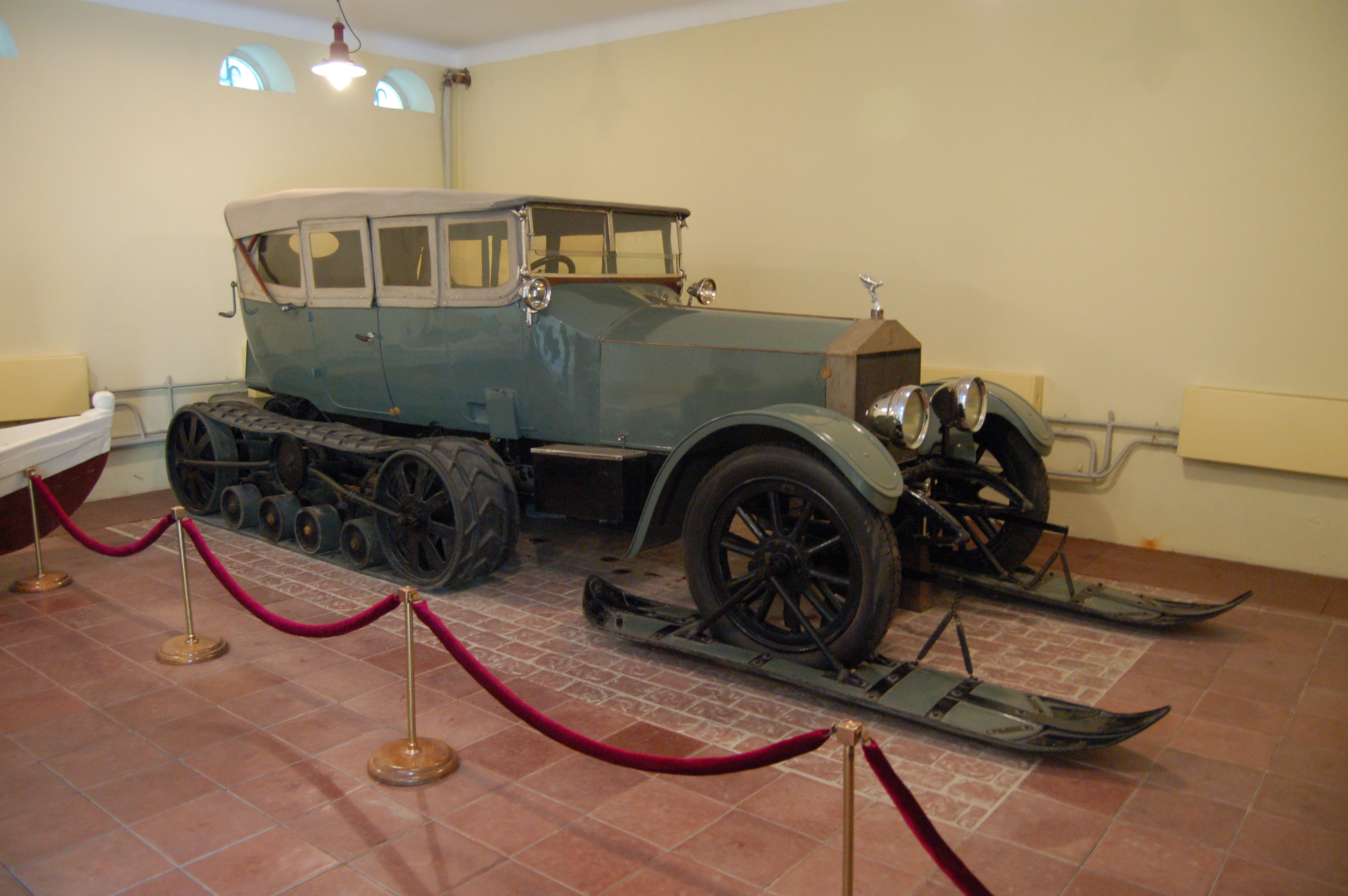
El Rolls-Royce Silver Ghost de Lenin con sistema Kégresse, modificado por la Fábrica Putílov de Gorki Léninskiye.
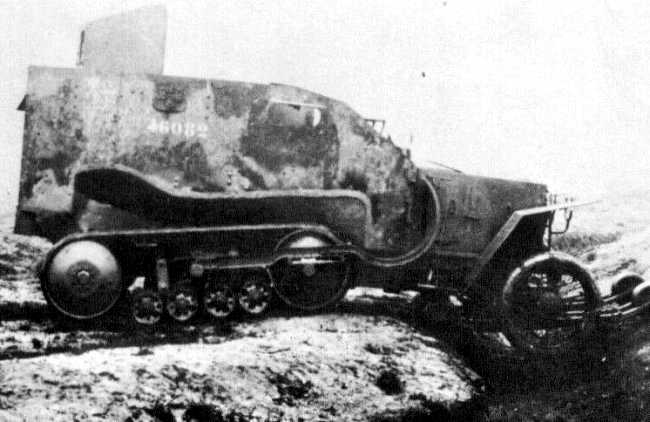
Automóvil blindado Peugeot-Kégresse en evaluación, 1923.
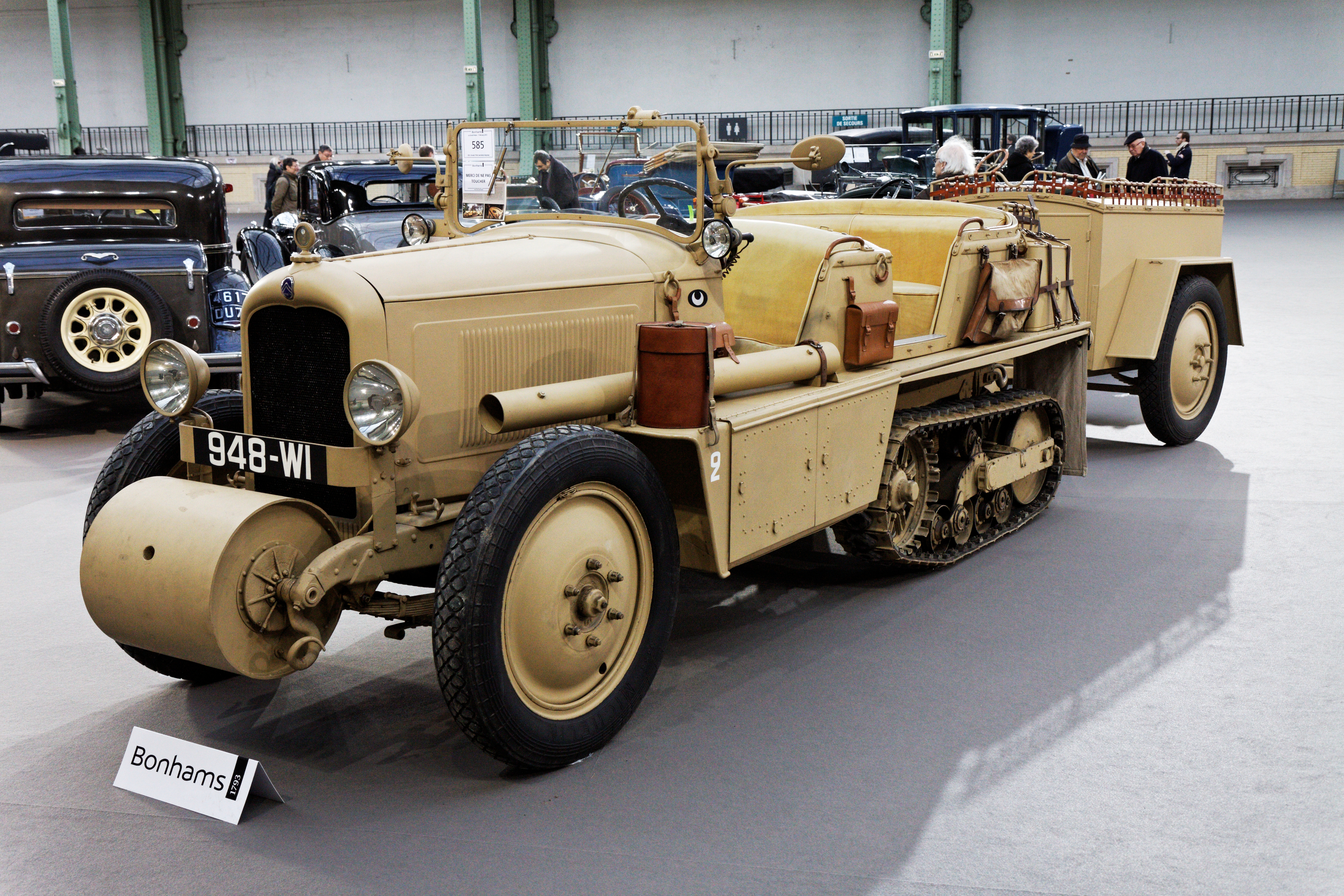
Semioruga Citroën-Kégresse P17C de 1931, basado en un Citroën C4.
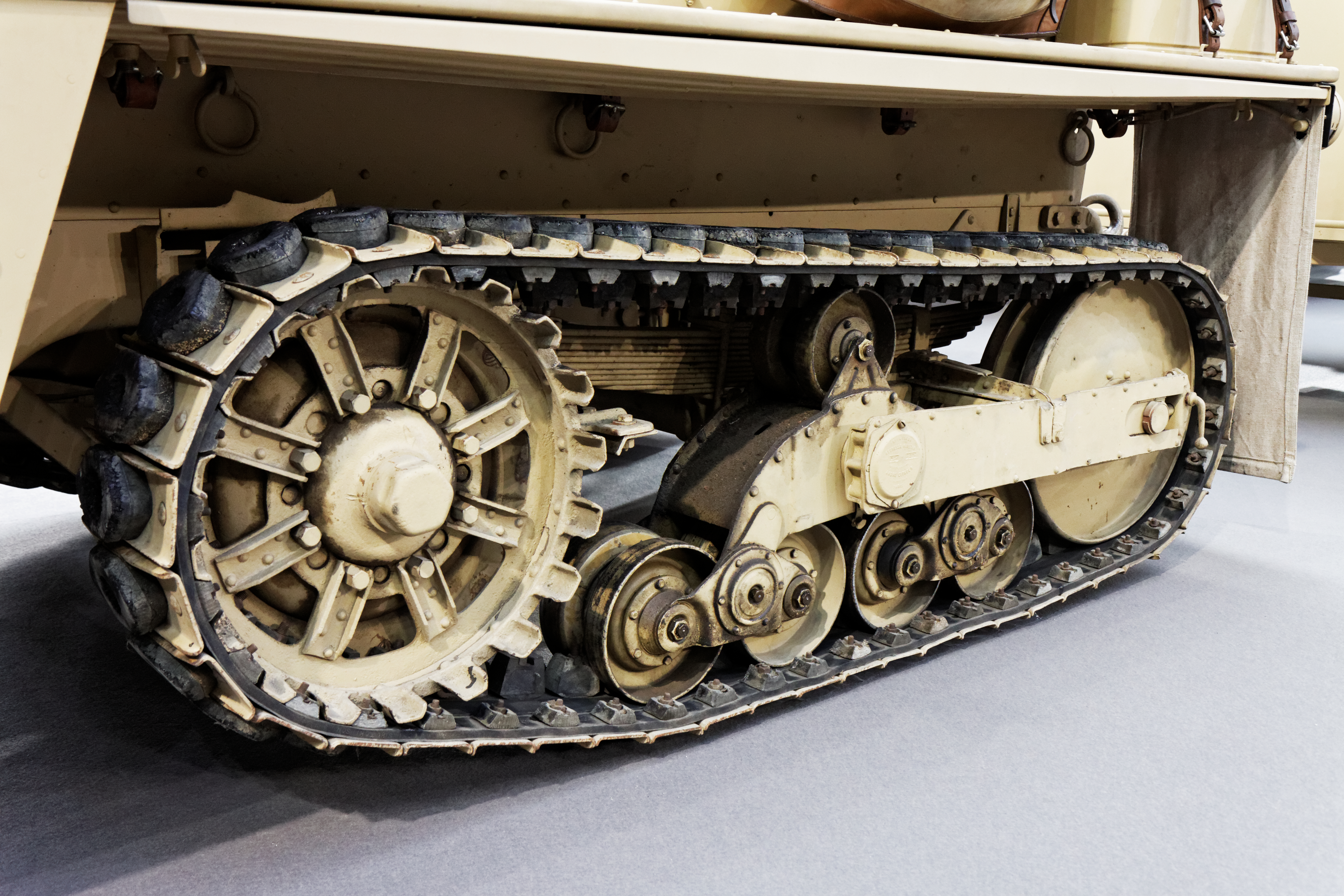
Detalle de sus orugas.
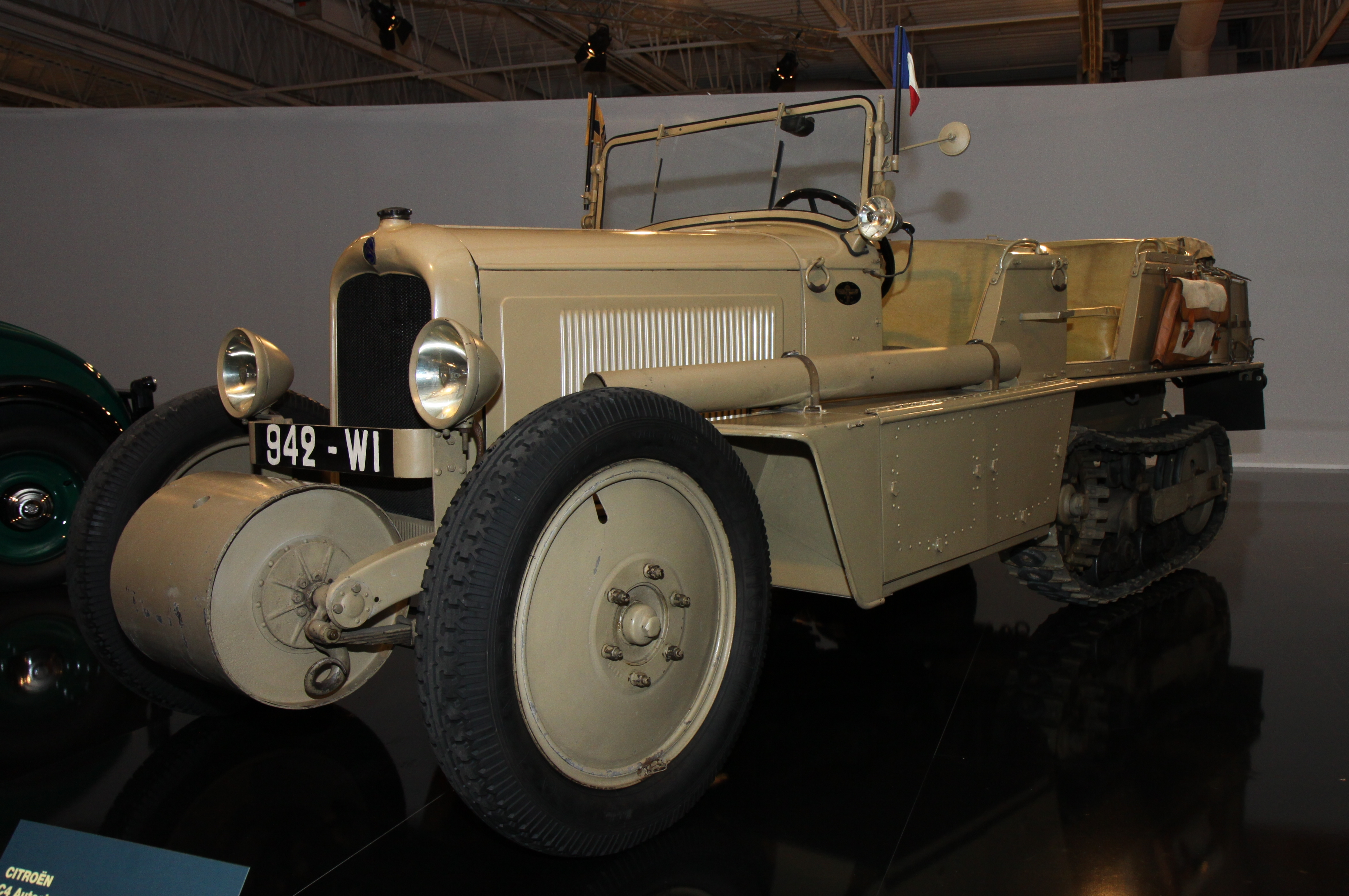
Citroën C4 Autochenille Type P17.
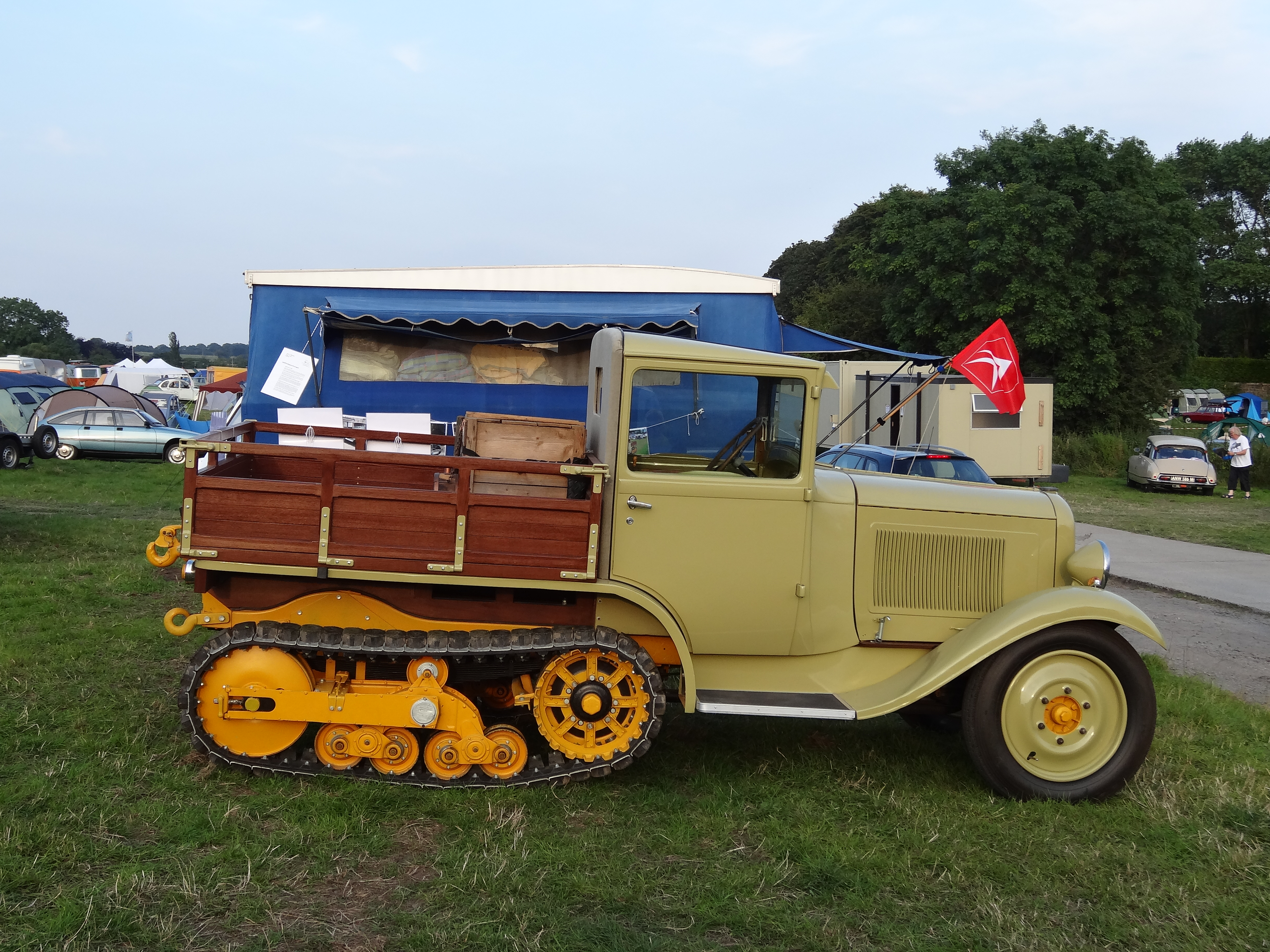
Semioruga Citroën-Kégresse P17 C de 1933, basado en un Citroën C4.